# کاروجاته
کاروجاته (به ایتالیایی: Carugate) یک کومونه در ایتالیا است که در استان میلان واقع شده‌است.

## خصوصیات
کاروجاته ۵٫۴ کیلومترمربع مساحت و ۱۳٬۴۷۹ نفر جمعیت دارد.